# Cristina Ranzolin
Cristina Borges Ranzolin Falcão (Porto Alegre, 28 de outubro de 1966) é uma jornalista e apresentadora de televisão brasileira. Atualmente apresenta o Jornal do Almoço, na RBS TV Porto Alegre.

## História
Em meados de 1988, Ranzolin apresentou o programa Campo e Lavoura, que hoje é um quadro apresentado pelo Bom Dia Rio Grande. Em 1993, mudou-se para o Rio de Janeiro, por onde lá, trabalhou por três anos e meio na TV Globo, onde, ao lado de William Bonner, apresentou o Jornal Hoje, de 1993 a 1996. Também apresentou o Jornal da Globo por 15 dias, substituindo Fátima Bernardes antes da chegada de Lillian Witte Fibe. Também foi apresentadora eventual do RJTV entre 1993 e 1995.
Em 1996, Cristina retornou ao Rio Grande do Sul e à RBS TV Porto Alegre, para apresentar o Jornal do Almoço com os também  jornalistas Rosane Marchetti, Paulo Sant'Ana e Lasier Martins, sendo que após Rosane sair em novembro de 2010 para fazer reportagens para o Globo Repórter no Rio Grande do Sul, começou a ser apresentadora única do telejornal.
Em julho de 2019, Ranzolin foi escolhida por William Bonner para apresentar o Jornal Nacional, integrando um rodízio de 27 apresentadores de emissoras da TV Globo de todo o Brasil, em uma ação alusiva aos 50 anos do principal telejornal do país. Estreou o rodízio em 31 de agosto, juntamente com Márcio Bonfim, da TV Globo Pernambuco e em 2020 passa a fazer parte do rodízio fixo do telejornal. Contudo, em virtude da pandemia de Coronavírus, o rodízio foi temporariamente cancelado, e com isso, a TV Globo optou por escalar somente jornalistas que moram no Rio de Janeiro para apresentar o Jornal Nacional, uma medida sanitária que está em vigor. 

## Trabalhos

### Televisão
| Ano           | Título                    | Função                 | Emissora                |
| ------------- | ------------------------- | ---------------------- | ----------------------- |
| 1989-1992     | Jornal do Almoço          | Apresentadora          | RBS TV Porto Alegre     |
| 1990-1991     | Campo e Lavoura           | Apresentadora          | RBS TV Porto Alegre     |
| 1991-1992     | Rede Regional de Notícias | Apresentadora          | RBS TV Porto Alegre     |
| 1993          | Jornal da Globo           | Apresentadora          | TV Globo                |
| 1993-1994     | RJTV                      | Apresentadora          | TV Globo Rio de Janeiro |
| 1993-1996     | Jornal Hoje               | Apresentadora          | TV Globo                |
| 1996-presente | Jornal do Almoço          | Apresentadora          | RBS TV Porto Alegre     |
| 31/08/2019    | Jornal Nacional           | Apresentadora eventual | TV Globo                |

## Prêmios e indicações
| Ano  | Prêmio                    | Categoria                    | Resultado | Ref.  |
| ---- | ------------------------- | ---------------------------- | --------- | ----- |
| 2023 | Melhores do Ano NaTelinha | Melhor Apresentador(a) Local | Indicada  | [ 6 ] |